# Cristo de las Batallas (Ávila)
Es la imagen titular de la Hermandad de Semana Santa acogida bajo su advocación y tiene su origen histórico en tiempos de los Reyes Católicos. Según la tradición, estos lo llevaron en su compañía en cuantas batallas libraron contra los moros, de ahí su nombre. Sin embargo, el análisis estilístico de la pieza revela un origen ligeramente posterior a las últimas contiendas de la Reconquista.
Representa un busto de Nazareno, con túnica morada, corona de espinas y cruz siluetada. Destaca la expresividad de su rostro gracias a una mirada profunda y un gesto de dolor contenido, que transmite ternura y bondad. Está realizado en terracota o barro cocido, una técnica habitual en los talleres de escultura de Florencia durante la segunda mitad del siglo XV y los primeros años del siglo XVI, es decir, en pleno Renacimiento. Por su pequeño tamaño (mide apenas 60 cm) pudo estar destinado originariamente a un oratorio privado, y ser trasladado fácilmente gracias a su ligereza. Está acogido por baldaquino cupulado del siglo XVIII, caracterizado por sus columnas salomónicas decoradas con vides y zarcillos.
La llegada de la escultura a la península ibérica pudo deberse a varios hechos. Por un lado, destacan las relaciones comerciales y el intercambio artístico que existió entre la Corona de Aragón y la península itálica durante todo el siglo XV. Esta posibilidad es defendida por quienes consideran que la escultura fue adquirida por Juan II de Aragón, padre de Fernando el Católico, que legó el Cristo a su hijo como parte de su ajuar de boda con Isabel de Castilla.
Otra opción es que Fernando el Católico recibiese esta pieza como regalo durante su paso por Nápoles y otros estados italianos, tras la muerte de Isabel la Católica. Este hecho coincidiría más con la fecha de realización de la escultura con base en sus características artísticas, propias de los últimos años del siglo XV o los primeros del XVI.
Una última opción es que fuera adquirido por Fadrique Álvarez de Toledo y Enríquez, II Duque de Alba y homnbre de confianza de los Reyes Católicos. Esta teoría se basa en la protección que don Fadrique ejerció hacia el convento de Dominicas de Aldeanueva de Santa Cruz, que fue el lugar donde el Cristo de las Batallas estuvo custodiado desde el siglo XVI. Es importante destacar que Fernando el Católico también estuvo relacionado con aquel convento a través de su priora y fundadora, sor María de Santo Domingo. Gracias a este nexo, el rey decretó una limosna anual de 100 ducados destinados al convento, por lo que también pudo ser responsable de otros regalos como la escultura del Cristo. En todo caso, Isabel la Católica no pudo ser la que entregó el Cristo a las dominicas de Aldeanueva, ya que el convento se fundó en 1506, dos años después de su muerte. 
Las monjas dominicas fueron trasladas a Ávila en el 1866, tras los procesos de la desamortización. Desde entonces, el Cristo de las Batallas está al cuidado de las Religiosas Misioneras de Santo Domingo, en la capilla de Mosén Rubí.
Las crónicas escritas por las monjas de Aldeanueva de Santa Cruz, describen un hecho milagroso que aconteció durante una de las contiendas libradas por los Reyes Católicos, mientras se hacían acompañar de la imagen del Cristo: Estando listos para la batalla y según piadosa costumbre, invocaban los ejércitos al Apóstol Santiago, patrón de España y en voz clara que percibieron todos habló el Santo Cristo diciendo: ”No es necesario otro socorro, estando yo aquí”. Desde entonces, la Sagrada Imagen, fue objeto de una mayor veneración por parte de todos. Y en señal de maravilloso prodigio, el Santo Cristo, que hasta aquel momento había tenido la boca cerrada, quedó con ella entreabierta.